# Ricky Sánchez
Pour les articles homonymes, voir Sánchez.
Ricardo « Ricky » Sánchez (né le 6 juillet 1987 à Guayama à Porto Rico) est un joueur portoricain de basket-ball, évoluant au poste d'ailier fort.